# Джорджтаун (Южная Каролина)
Джорджтаун (англ. Georgetown) — прибрежный город и административный центр (столица) одноимённого округа в штате Южная Каролина в Соединённых Штатах Америки.
Согласно результатам переписи населения США, проведённой в 2020 году, число жителей города составляло 8403 человек, что, для такого небольшого населённого пункта, существенно меньше (− 8,3%), чем было во время предыдущей переписи прошедшей в 2010 году (9163 человек).

## История
В 1526 году испанская экспедиция под командованием Лукаса Васкеса де Айльона основала колонию на перешейке Ваккамо под названием Сан-Мигель-де-Гуадалупе. Среди поселенцев были рабы-африканцы, и это было первое европейское поселение с африканскими рабами в Северной Америке. Колонизация потерпела неудачу по нескольким причинам, включая эпидемию лихорадки и восстание рабов. Африканцы бежали и присоединились к представителям коренного племени кофитачеки, народа поздней миссисипской культуры.
Следующее поселение в этом районе было основано английскими колонистами. После основания Чарлстона в 1670 году англичане наладили торговлю с местными индейскими племенами. Торговые фактории в отдалённых районах быстро превратились в поселения.
К 1721 году колониальное правительство удовлетворило прошение английских жителей об основании нового прихода, Принс-Джордж на реке Блэк-Ривер, который охватывал и территорию нынешнего Джорджтауна.
В 1729 году Элиша Скривен составил план Джорджтауна (назван в честь короля Великобритании Георга III) и застроил город по сетке четыре на восемь кварталов. Первоначальная сетка города ныне внесена в Национальный реестр исторических мест США как исторический район. Он сохранил первоначальные названия улиц, номера участков и имеет много оригинальных домов.
Вскоре после основания Джорджтауна торговля с индейцами пошла на спад. Многие торговцы совершали дальние поездки в верховья рек, например, в страну чероки. В Нижней стране владельцы плантаций разбили большие плантации и выращивали индиго как товарную культуру, а рис — как второстепенную. Оба процесса были трудоёмкими и зависели от рабов привезённых из Африки через Атлантику. Но и прибыль от сельского хозяйства в период с 1735 по 1775 год была настолько велика, что в 1757 году Общество индиго Винья, члены которого платили взносы индиго, открыло и содержало первую государственную школу для белых детей между Чарльз-Тауном и Уилмингтоном. К началу XIX века рис заменил индиго в качестве основной товарной культуры. Он также стал основным продуктом питания в регионе, приобретя характерные черты для этого региона.
Во время Американской революции плантатор из Джорджтауна Томас Линч-младший подписал Декларацию независимости. В последние годы войны Джорджтаун был важным портом для снабжения армии генерала Натанаэля Грина. Фрэнсис Мэрион («Болотный Лис») возглавлял множество партизанских действий в окрестностях.
В начале 1800-х годов в Джорджтауне сформировалась довольно большая еврейская диаспора.
К 1840 году на территории нынешего округа Джорджтаун производили почти половину всего урожая риса в США. Город стал крупнейшим портом-экспортером риса в мире. Богатство от риса создало элитный класс европейско-американских плантаторов. Они строили величественные плантационные усадьбы, а часто и таунхаусы в городе, покупали элегантную мебель и другие предметы интерьера и оказывали щедрое гостеприимство другим представителям своего класса. Их относительно праздный образ жизни для избранных, основанный на труде тысяч рабов, был нарушен Гражданской войной в США. Последующая отмена рабства и переход к свободному рынку труда на Юге настолько изменили экономику производства риса, что этот трудоёмкий процесс стал почти нерентабельным. Мягкая илистая почва низменности Южной Каролины требовала ручного сбора риса, кроме того, разрушения, вызванные войной, задержали возобновление сельского хозяйства на Юге. В 1870-х годах вся экономика страны переживала значительные трудности, что ещё больше усугубляло нагрузку на сельскохозяйственные отрасли.
Рис продолжали выращивать в коммерческих целях примерно до 1910 года, но рынок изменился и рис уже никогда и близко не являлся столь важной экономически и прибыльной культурой, каковой был до 1860 года. К концу периода Реконструкции Юга экономика региона переключилась на заготовку и обработку древесины. К 1900 году в бассейне реки Сампит работало несколько лесопилок.
С началом XX века Джорджтаун под руководством мэра Уильяма Дойла Моргана начал быстро модернизироваться. В городе появились электричество, телефонная связь, канализация, железнодорожное сообщение, несколько мощёных улиц и тротуаров, новые банки, процветающий порт и новая государственная школа для белых учеников. Государственные школы были сегрегированными, а школы для афроамериканцев исторически недофинансировались. Правительство США построило прекрасное здание, сочетающее в себе почтовое отделение и таможню.
Как и большинство американских городов, Джорджтаун сильно пострадал от экономического упадка во время Великой депрессии. Компания Atlantic Coast Lumber Company обанкротилась, оставив большинство жителей без работы. Предприятия, связанные с лесозаготовительными заводами, также потеряли доходы и были вынуждены увольнять сотрудников, что повлекло за собой каскадный эффект по всему городу. Помощь пришла в 1936 году, когда компания International Paper открыла здесь свою фабрику, которая к 1944 году она стала крупнейшей в мире.
25 сентября 2013 года пожар охватил семь исторических зданий. Пожар бушевал несколько часов, в то время как более 200 пожарных из десяти департаментов и Береговая охрана США боролись с огнем. Это стало для города большой утратой, так как туризм, связанный с культурным наследием, стал в настоящее время процветающим бизнесом в Джорджтауне, поддерживая значительную часть местной розничной торговли.
18 января 2018 года в должность мэра города вступил Брендон Мозес Барбер-старший, многолетний член городского совета от Демократической партии; он стал не только первым демократом избранным мэром Джорджтауна, но и первым афроамериканцем избранным на эту должность. 3 января 2022 года кресло мэра впервые заняла женщина — Кэрол Джейро.

## География
В соответствии с данными указанными на сайте центрального статистического органа страны — Бюро переписи населения США, общая площадь города Джорджтаун составляет 7,5 квадратных мили (19,5 км²), из которых 6,9 квадратных мили (17,9 км²) приходится на сушу, а 0,62 квадратных мили (1,6 км² или 8,06%) занимает водная поверхность.

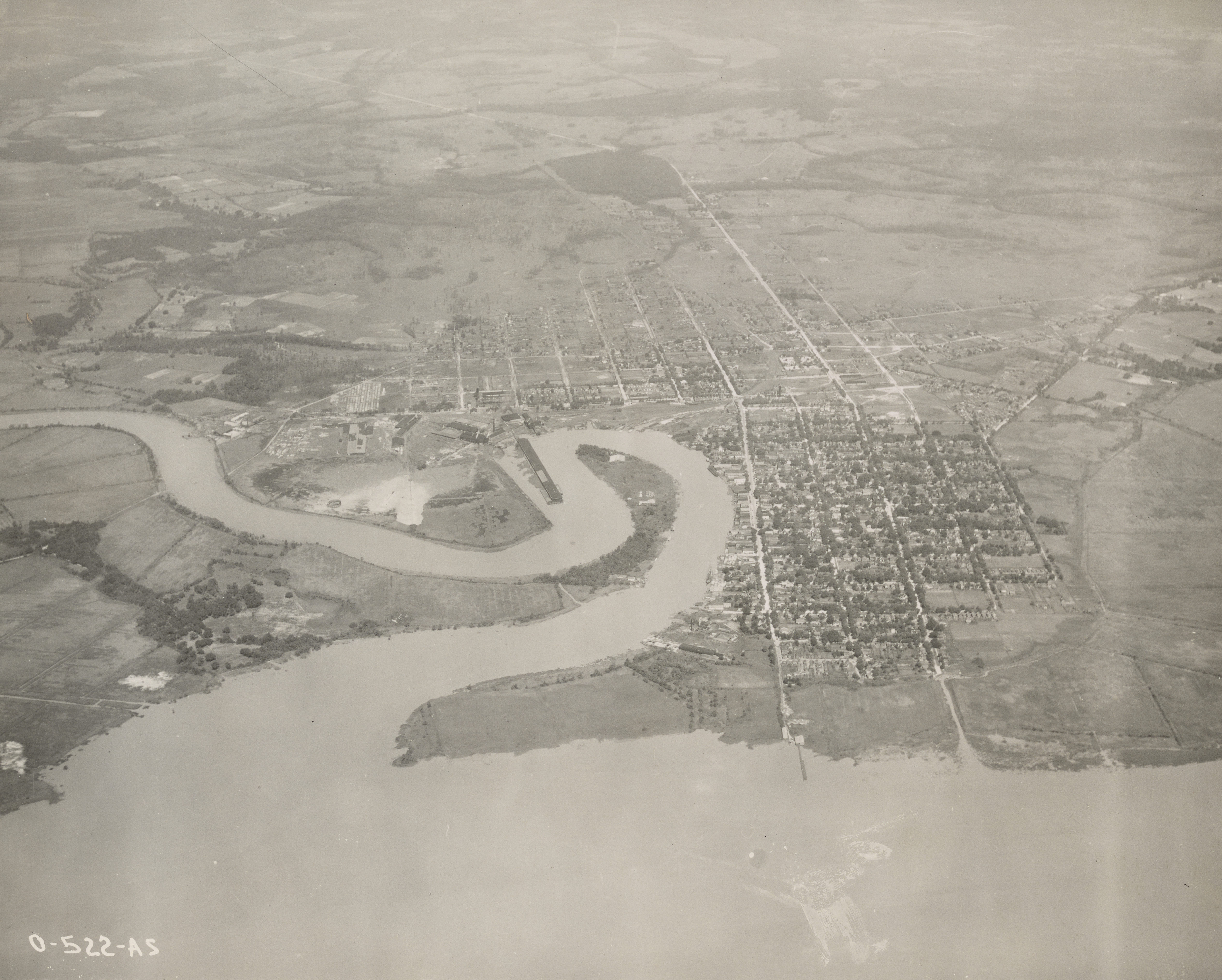
Город и его окрестности

Джорджтаун расположен на высоте около четырёх метров над уровнем моря. Омывающий город Залив Винья образовался на месте затопленной береговой линии. Изначально уровень воды был ниже, но либо уровень океана поднялся, либо суша опустилась, затопив речные долины и создав благоприятное место для строительства гавани.
В центре города пересекаются автомобильные трассы US 17, US 17A, US 521 и US 701. Шоссе US 17 ведет на юго-запад и через 60 миль (97 км) достигает Чарльстона и на северо-восток через доходит 34 мили (55 км) до Мертл-Бич. Шоссе US 701 ведет на север и через 36 миль (58 км) достигает Конуэя, шоссе US 521 через 82 мили (132 км) на северо-запад приводит в Самтер, а шоссе US 17A ведет на запад и через 32 мили (51 км) приходит в Джеймстаун.